# جون كرايغ فريمان
جون كرايغ فريمان (بالإنجليزية: John Craig Freeman)‏ هو فنان أمريكي، ولد في 16 فبراير 1959 في لوس أنجلوس في الولايات المتحدة.